# كامل زاياتي
كامل زيّات Kamil Zayatte (بالفرنسية: Kamil Zayatte)‏، من مواليد 7 مارس 1985 في كوناكري في غينيا، لاعب كرة قدم غيني.
بدأ مسيرته الكروية مع نادي لينس الفرنسي في عام 2006، ولعب معهم مباراة واحدة، ومنذ عام 2007 وهو يلعب حاليا مع نادي يونغ بويز.
و هو يلعب مع منتخب غينيا لكرة القدم.

## روابط خارجية
- كامل زاياتي على موقع الاتحاد الدولي (مؤرشف)  (الإنجليزية)
- كامل زاياتي على موقع اتحاد تركيا (لاعب) (الإنجليزية)
- كامل زاياتي على موقع رابطة كرة القدم الفرنسية للمحترفين (الإنجليزية)
- كامل زاياتي على موقع قاعدة بيانات كرة القدم.إي يو (الإنجليزية)
- كامل زاياتي على موقع ناشيونال فوتبول تيمز (الإنجليزية)
- كامل زاياتي على موقع Soccerbase.com (لاعب) (الإنجليزية)
- كامل زاياتي على موقع Soccerway.com (الإنجليزية)
- كامل زاياتي على موقع عالم كرة القدم.نت (الإنجليزية)
- كامل زاياتي على موقع كووورة